# Révovité
Révovité (Vitaceae) je jediná čeleď řádu révotvaré (Vitales) vyšších dvouděložných rostlin. Jsou to liány s úponky nebo řidčeji byliny či dřeviny bez úponků. Květy jsou nenápadné, drobné, opylované hmyzem. Plodem je bobule. Čeleď zahrnuje přes 700 druhů v 15 rodech a je rozšířena téměř po celém světě. V Evropě má jediného zástupce, kterým je réva vinná. Tento druh má rovněž největší hospodářský význam. Některé druhy loubince, révovníku a révy jsou v České republice pěstovány jako okrasné liány. Žumeny a tetrastigma jsou pěstovány jako pokojové rostliny.

## Popis
Zástupci čeledi révovité jsou úponkaté liány, méně často byliny, keře či stromy bez úponků. Stonky mají často ztlustlé nody. Listy jsou střídavé, jednoduché nebo dlanitě či zpeřeně složené, s opadavými palisty a dlanitou nebo zpeřenou žilnatinou. Úponky jsou nevětvené nebo větvené až do druhého řádu, vyrůstají proti listům a vznikly přeměnou květenství. U některých zástupců (loubinec) jsou ukončeny přísavnými terčíky. Rostliny jsou jednodomé, dvoudomé nebo mnohomanželné. Květenství jsou hroznovitá nebo vrcholičnatá, buď vrcholová anebo vyrůstají naproti bázi řapíku listu. Květy jsou drobné, jednopohlavné nebo oboupohlavné. Kalich je srostlý ze 4 až 6 lístků, někdy je redukovaný jen na drobně zubatý lem. Koruna je tvořena 4 až 6 volnými nebo při vrcholu spojenými (réva) korunními lístky. Tyčinek je 4 až 6 a jsou umístěné proti korunním lístkům. Semeník je synkarpní, svrchní, srostlý ze 2 plodolistů obsahujících po 2 vajíčkách. Mezi kruhem tyčinek a pestíky je obvykle nektáriový terč. Plodem je bobule s 1 až 4 semeny. Semena mají drobné embryo a laločnatý endosperm.

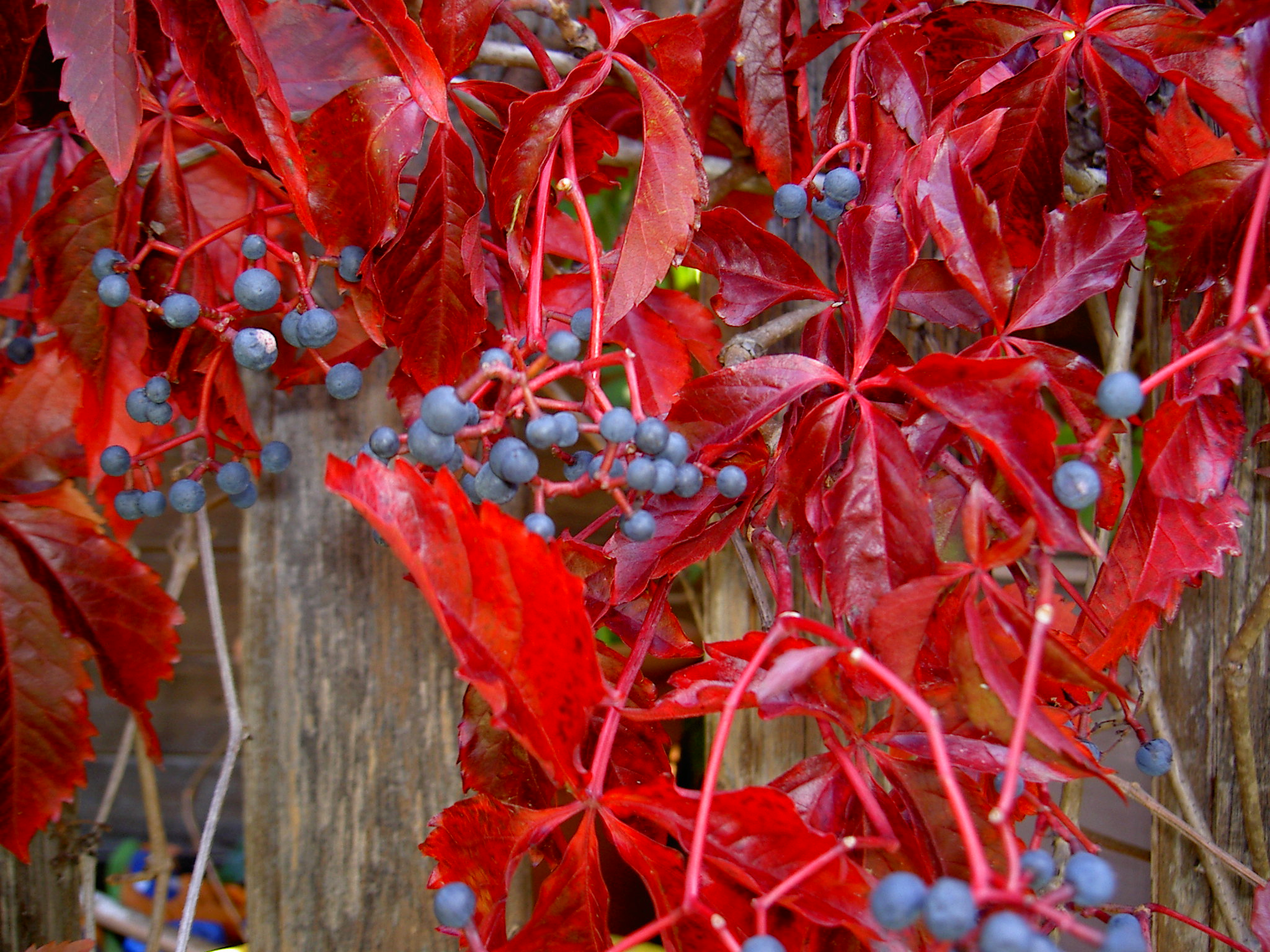
Loubinec pětilistý (Parthenocissus quinquefolia)
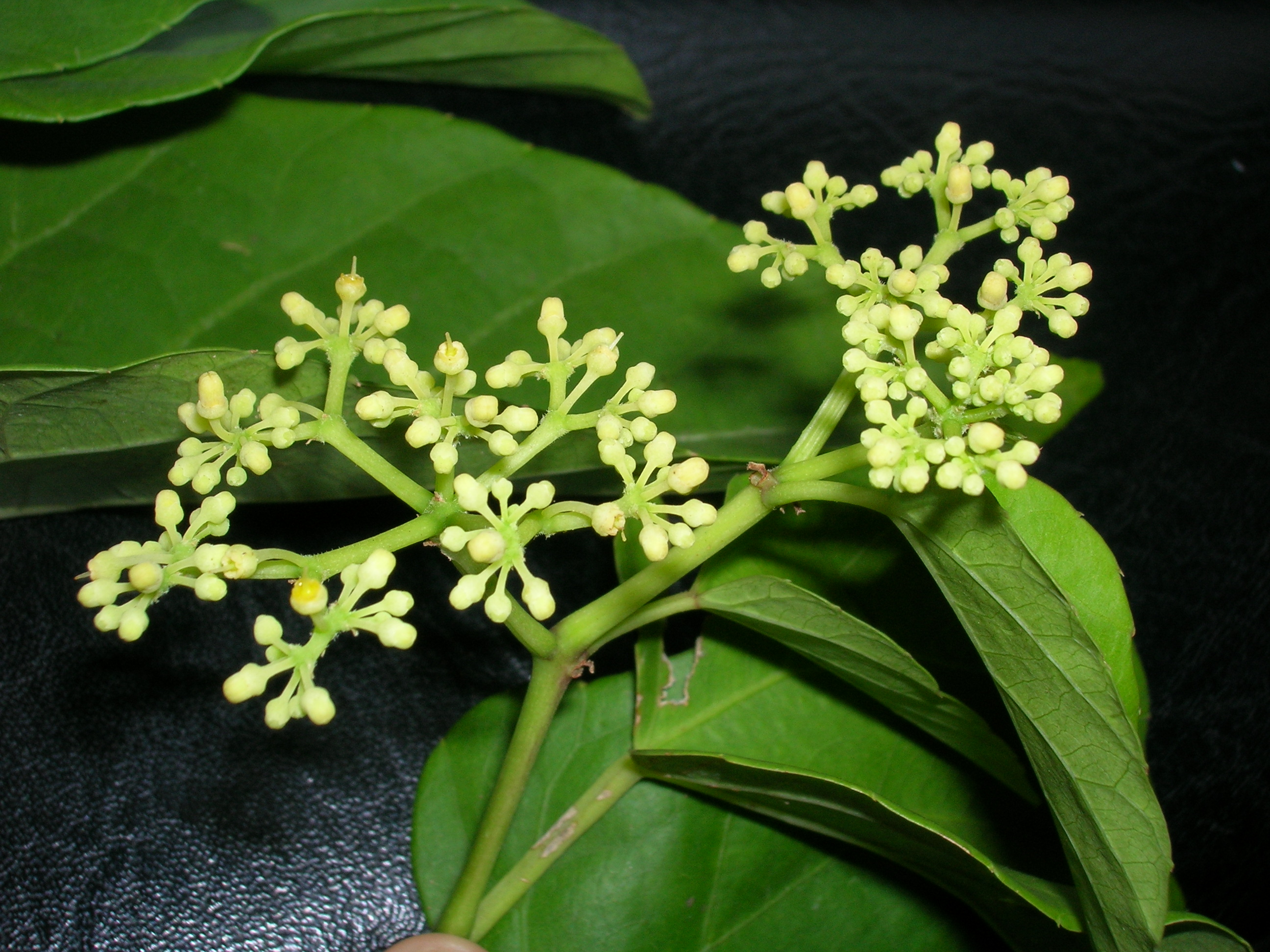
Žumen Cissus verticillata
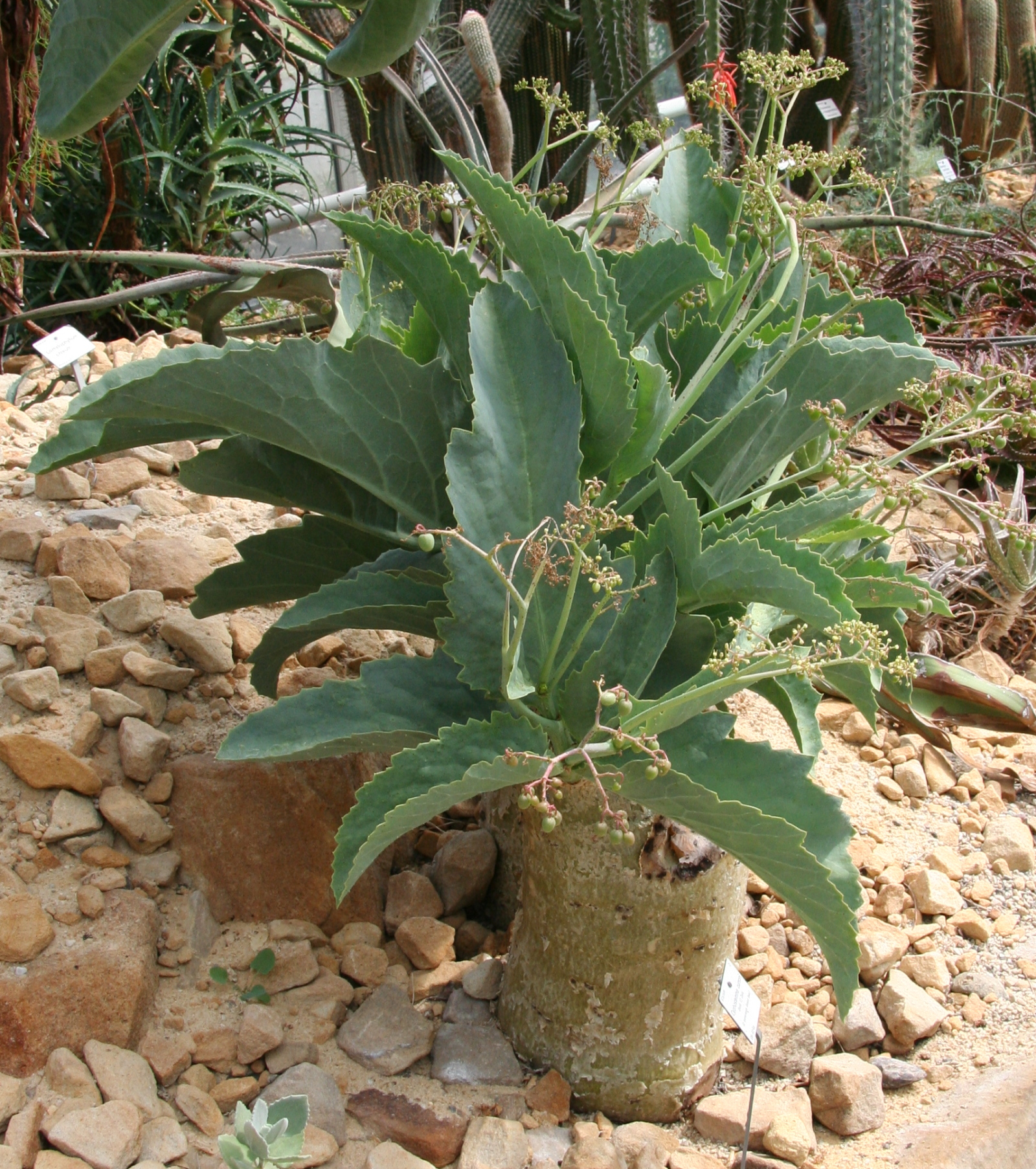
Cyfostema Cyphostemma currorii
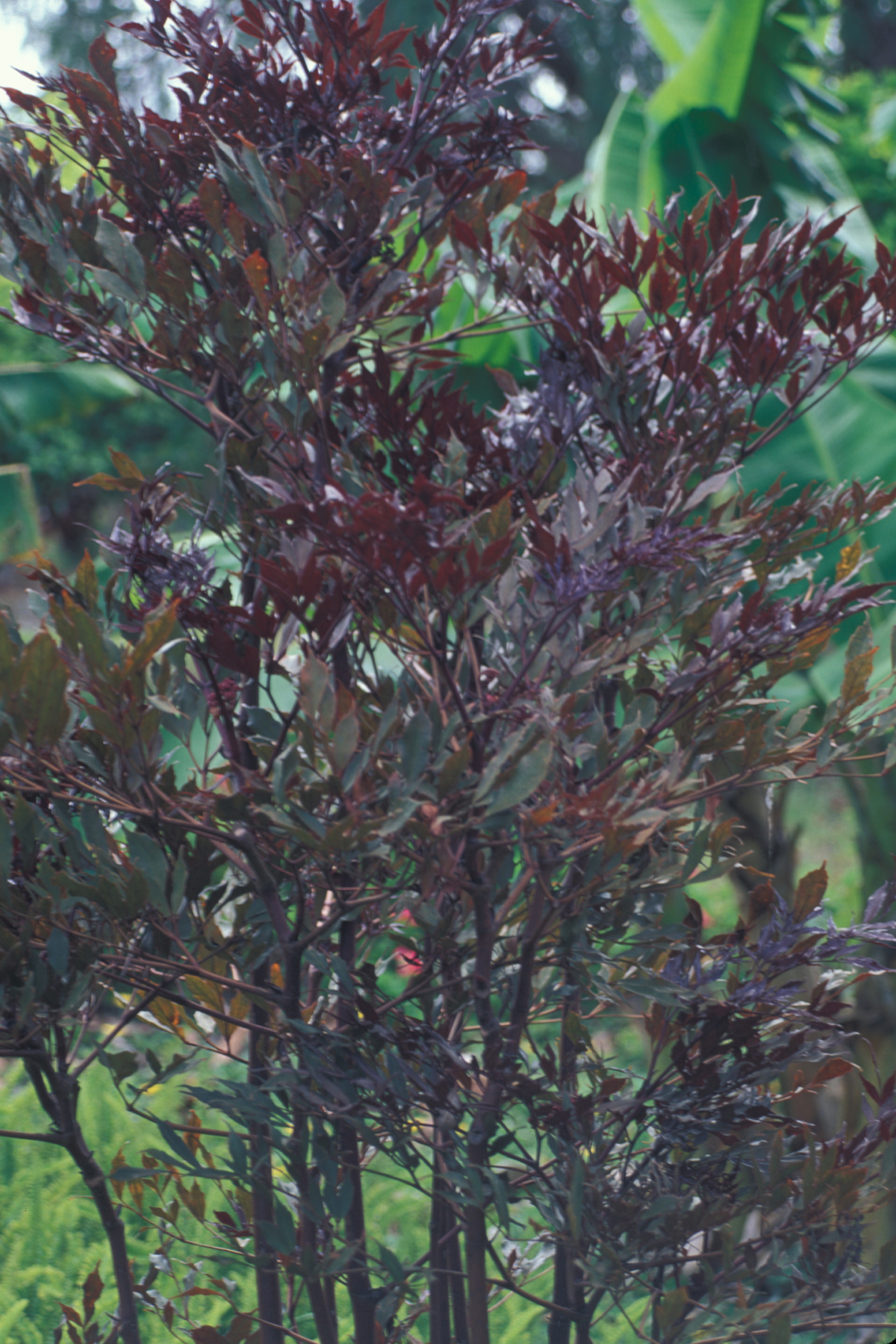
Lea Leea guineensis

## Rozšíření
Čeleď révovité zahrnuje asi 700 až 900 druhů v 15 rodech. Největší rody jsou žumen (Cissus, asi 320 druhů), cyfostema (Cyphostemma, 250), Ampelocissus (96), tetrastigma (Tetrastigma, 70), Cayratia (67) a réva (Vitis, 60 druhů). Největší počet druhů se vyskytuje v tropech Starého i Nového světa, Austrálii a subtropické Severní Americe.
Čeleď je téměř kosmopolitně rozšířena, největší druhové bohatství je v tropech a subtropech. V České republice roste jediný zástupce, réva vinná lesní (Vitis vinifera subsp. sylvestris). Réva vinná je rovněž jediným evropským zástupcem.

## Ekologické interakce
Nenápadné květy tvořící nektar jsou opylovány různými druhy hmyzu. Semena jsou šířena ptáky, savci i rybami.

## Taxonomie
Cronquist řadil révovité do řádu řešetlákotvaré (Rhamnales) podtřídy Rosidae spolu s čeleděmi řešetlákovité (Rhamnaceae) a Leeaceae.
V systému APG byla čeleď révovité zprvu vedena jako nezařazená do řádu v rámci větve dvouděložných označované jako Rosids a byl do ní vřazen rod Leea, do té doby často řazený do samostatné čeledi. V aktualizované verzi APG III z roku je zařazena do samostatného řádu révotvaré (Vitales) stojícího jako sesterská větev skupiny Rosids. Čeleď révovité je členěna na dvě podčeledi: Leeoideae (rod Leea) a Vitoideae (ostatní rody).

## Zástupci
- cyfostema (Cyphostemma)
- lea (Leea)
- loubinec (Parthenocissus), syn. přísavník
- réva (Vitis)
- révovník (Ampelopsis), syn. loubinec
- roicisus (Rhoicissus)
- tetrastigma (Tetrastigma)
- žumen (Cissus)[6]

## Význam
Mimo obecně známé révy vinné (Vitis vinifera) poskytují jedlé hrozny i některé jiné druhy révy, např. Vitis rotundifolia a Vitis labrusca. Jedlé plody mají i různé tropické druhy rodu Ampelocissus a některé žumeny. Některé druhy mají medicínský význam.
Loubince (Parthenocissus) jsou v České republice často pěstovány jako okrasné liány. Řidčeji se pěstují i některé druhy révy (Vitis) a révovníku (Ampelopsis).
Liány z rodu žumen (Cissus) a tetrastigma (Tetrastigma) jsou pěstovány jako pokojové rostliny. Ve specializovaných sbírkách sukulentů se pěstují cyfostemy (Cyphostemma).

## Seznam rodů
Acareosperma, Ampelocissus (včetně Nothocissus), Ampelopsis, Causonis, Cayratia, Cissus, Clematicissus, Cyphostemma, Leea, Nekemias, Parthenocissus, Pterisanthes, Rhoicissus, Tetrastigma, Vitis, Yua